# مانیتی مارلی
مانیتی مارلی (به ایتالیایی: Magneti Marelli) شرکت خودروسازی ایتالیایی است، که در زمینه طراحی، توسعه و ساخت سامانه‌ها، ماژول‌ها و قطعات خودرو فعالیت می‌نماید.
تمرکز اصلی این شرکت بر روی سامانه‌های روشنایی وسایل نقلیه، قطعات الکترونیکی خودروها، سامانه‌های تعلیق، سامانه‌های اگزوز و تجهیزات و کیت‌های الکترونیکی مرتبط با خودرو‌های مسابقات اتومبیل‌رانی، شامل فرمول یک، گرند پریکس و رالی قهرمانی جهان، معطوف می‌باشد. این شرکت همچنین در زمینه توسعه تجهیزات جانبی وسایل نقلیه، مانند؛ دستگاه‌های بلوتوث، یواس‌بی، جی‌پی‌اس، بازشناسی گفتار و صفحات لمسی نیز فعالیت می‌کند.
نخستین کارخانه شرکت مانیتی مارلی در سال ۱۹۱۹ با مشارکت و سرمایه‌گذاری شرکت‌های فیات و ارکول مارلی، در سستو سان جووانی، در نزدیکی شهر میلان، راه‌اندازی شد. این شرکت در حال حاضر دارای ۸۳ کارخانه تولیدی، ۱۲ مرکز تحقیق و توسعه و ۲۶ مرکز تخصصی و کاربردی، در ۱۸ کشور جهان می‌باشد. دفتر مرکزی شرکت مانیتی مارلی در کوربتا، لمباردی، ایتالیا قرار دارد و هم‌اکنون از شرکت‌های زیرمجموعه گروه فیات به‌شمار می‌آید.